# Haumoana
Haumoana est une ville côtière située au sud de l'embouchure de la rivière Tukituki à Hawke's Bay, qui se situe dans les plaines d'Heretaunga à l’Est de l’Île du Nord de la Nouvelle-Zélande.Elle se trouve à une distance de 12 km au sud de  Napier,  et à dix kilomètres à l'est de Hastings.

## Activités économiques
Le village comprend une école, une église presbytérienne , un magasin général, une boutique de plats à emporter, une halle et une caserne de pompiers. Il s'est développé avec le tourisme alors que par le passé il était orienté vers l'élevage du bétail et l'horticulture. Il est compté 430 maisons et la population au recensement de 2013 était de 22 560 habitants , soit une augmentation de 54 personnes depuis 2006 
Le ministère néo-zélandais de la culture et du patrimoine traduit Haumoana  "brise de mer" 

## Géographie
La zone est plate et basse, avec des collines au sud-ouest. Le sous-sol a été constitué par les alluvions des rivières et le mouvement des marées. Le littoral est recouvert par les graviers et les sables drainés. Certaines parties de la cote subissent une érosion de 0,7 mètre par an, ce qui a entraîné l'éboulement de plusieurs maisons tout au long de la corniche ainsi que la submersion  d'autres propriétés lors de fortes houles et des marées.
Haumoana dispose d'un approvisionnement en eau réticulé géré par le conseil du district de Hastings. Il est estimé que 3 % des habitants obtiennent l'eau en collectant les eaux de pluie ou par des puits d'eau individuels. Les eaux usées sont évacuées à l'aide de fosses septiques individuelles.

## Érosion et inondations
Haumoana  est situé sur front de mer très sujet à l'érosion. Le littoral de Clifton est constamment  confronté à de graves problèmes d'érosion causés par de fortes marées houleuses.  Le recul à long terme de la côte à Clifton Beach est en moyenne de 0,75 m par an, supérieur aux taux d'érosion côtière pour les villages de Te Awanga et d'Haumoana, situés à une dizaine de kilomètres à l'est de Hastings et à quinzaine de kilomètres au sud de la ville de Napier, .

## Personnalités
- John Scott, architecte
- Paul Holmes, personnalité médiatique